# Germán Monzón Salas
Germán Monzón Salas es un abogado, ingeniero agrónomo y político venezolano, quien fue gobernador encargado de Mérida (1983-1984) y diputado del extinto Congreso (1994-1999).

## Biografía
Monzón Salas es abogado e ingeniero agrónomo. Fue gobernador encargado de Mérida entre 1983 y 1984 durante el gobierno de Luis Herrera Campíns, y diputado de la IX Legislatura del Congreso Nacional de Venezuela por el partido Convergencia, donde fue presidente de la Comisión de Política Exterior de la Cámara de Diputados (1993-1995).
También ha sido presidente de la Asociación de Ganaderos de la Zona Alta de Mérida (AGAZAM), presidente de la Asociación Latinoamericana de Corporaciones de Desarrollo y presidente de la Corporación de los Andes (CORPOANDES).
Trabajó en el equipo del gobernador Ramón Guevara como coordinador del equipo de diagnóstico y proyección vial del estado Mérida.